# Водонос (картина)
«Севільський водонос» (ісп. Aguador de Sevilla) — картина ранішнього періоду творчості іспанського художника Дієго Веласкеса (1599-1660). Зберігається в Лондоні.

## Назва
Аквадор - це і водонос, і продавець чистої, джерельної води водночас. Переклад слова як «водонос» не зовсім точний, бо він ще й торгував нею. Переклад назви як «Продавець води з Севільї» точніший, але знадто довгий. Найточнішим було б «Аквадор з Севільї», аби всі знали, хто такий цей аквадор.

## Аквадор Веласкеса.
В спекотній Іспанії вода поціновувалась надзвичайно. От і в картині Веласкеса водонос передає склянку води як величезну коштовність, обережно, аби не розплескати. Трохи води таки пролилося на глиняний глек. І віртуоз художник добре передає цю вологу пляму своїими фарбами. Центральне місце в картині займає сам водонос. Іспанці навіть вказують, що цей аквадор з Севільї - був корсиканцем. На жаль, його ім'я невідоме. Інакше ми б знали, хто він. Бо попри побутовий сюжет, це ще й прекрасний портрет людини з народу, портрет, майстром якого і був геніальний художник з Іспанії.